# Сецесіонізм в США

Історичні регіони США:
Нова Англія: Мен, Нью-Гемпшир, Вермонт, Массачусетс, Род-Айленд, Коннектикут
Середньо-Атлантичні штати: Нью-Йорк, Нью-Джерсі, Пенсільванія
Північно-Східний Центр: Огайо, Індіана, Іллінойс, Мічиган, Вісконсин
Північно-Західний Центр: Міннесота, Айова, Міссурі, Південна Дакота, Північна Дакота, Небраска, Канзас
Південно-Атлантичні штати: Делавер, Меріленд, федеральний округ Колумбія, Вірджинія, Західна Вірджинія, Північна Кароліна, Південна Кароліна, Джорджія, Флорида
Південно-Східний Центр: Кентуккі, Теннессі, Алабама, Міссісіпі
Південно-Західний Центр: Арканзас, Луїзіана, Оклахома, Техас
Гірські штати: Монтана, Айдахо, Вайомінг, Колорадо, Нью-Мексико, Аризона, Юта, Невада
Тихоокеанські штати: Вашингтон, Орегон, Каліфорнія, Аляска, Гаваї.

Відокремлення американських штатів — політичне явище, яке спричинене тенденціями щодо намірів виходу деяких штатів із складу США.

## Історичні прецеденти
Після здобуття незалежності США деякий час було фактично союзом незалежних штатів-держав, з дуже слабким політичним центром. Кожен із штатів мав свої закони, право друкувати свою валюту і по різному ставився до питань рабства. Скасування рабства стала причиною початку громадянської війни 1861-1865 років. Ряд південних рабовласницьких штатів вийшов зі складу США і проголосив створення своєї держави, яке отримало назву Конфедеративні Штати Америки. Громадянська війна закінчилася поразкою Конфедерації, рабство в США було остаточно скасовано.
З 1890 року територія сучасного штату Оклахома ділилась на територію Оклахома (на заході) і Індіанську територію (на сході), населення якої на 13% складалося з корінних американських народів. У 1902 році відбулася конвенція представників п'яти цивілізованих племен у м. Еуфол, після якої почався рух за створення самостійного штату на місці Індіанської території. Штат передбачалося назвати Секвоя. Була вироблена та затверджена на місцевому референдумі майбутня конституція штату, вироблено розподіл нового штату на округи, обрані делегати для направлення петиції до Конгресу.
Делегація не отримала підтримки у Вашингтоні. Під впливом політиків зі східних штатів, президент Теодор Рузвельт ухвалив, що Індіанська територія і територія Оклахома будуть існувати тільки як одне ціле, і в створенні нового штату відмовлено.
В 1869 році розглядалась гучна справа «Техас проти Уайта». Суд, розглянув претензію уряду Техасу про те, що облігації США, що належали штату з 1850 року, були незаконно продані Конфедеративним Штатам Америки владою штату під час Громадянської війни.
Суд ухвалив рішення, яке свідчило, що Техас залишався частиною США навіть входячи в конфедерацію. При ухваленні рішення з питання про продаж облігацій суд також постановив, що конституція США не дозволяє штатам в односторонньому порядку виходити зі складу держави, а також те, що всі документи про вихід штату, були недійсними. Верховний суддя Салмон Портленд Чейз вказав на те, що федеральна Конституція «у всіх своїх положеннях відноситься до непорушного Союзу, що складається з непорушних Штатів». Це справа наочно демонструє юридичний підхід щодо того, що жоден штат не зможе покинути Союз за власною ініціативою.

## Претензії на відокремлення

### Аляска
11 травня 2015 року робоча група «Альянс Аляска-Гаваї за самовизначення» звернулася до держав-членів ООН  з проханням розглянути це питання на Раді з прав людини. Як аргументацію, Рональд Барнс, який представляє інтереси алеутів і ескімосів Аляски, навів історичні свідчення окупації і незаконної анексії їхніх земель урядом Сполучених Штатів. 
Прихильники незалежності Аляски наголошують на тому, що продаж території Росією в 1867 році, не давало права позбавляти її суверенітету. До 1959 року Аляска користувалася певною автономністю, хоча і перебувала під юрисдикцією військового міністерства США. Наразі існує "Партія незалежності Аляски" що налічує близько 13 тис. осіб. Вона була створена в 1984 році Джо Воглером, дотримується лібертаріанських поглядів, виступає за скасування федеральної власності на землю і виведення американських військових об'єктів, яких на Алясці досить багато . В 1990 році представник партії, Волтер Джозеф Хікель переміг на губернаторських виборах в Алясці. У 2004 році партія висунула свого кандидата на президентських виборах в США.

### Вермонт
Під час війни за незалежність США група майбутніх вермонтців проголосила незалежність і від британської корони, і від колонії Нью-Йорк. Повстанці проголосили Республіку Вермонт. Протягом наступних 14-ти років республіка діяла так чи інакше як незалежна держава. в 1791 році Вермонт став 14-м штатом США. Конституція Вермонта була написана більш ніж на 10 років раніше, ніж Конституція США. 
Існує рух за незалежність штату "Друга Республіка Вермонт" який був заснований у 2003 році Томасом Нейлор, колишнім професором економіки Університету Дьюка, який опублікував в тому ж році книгу «Маніфест Вермонта» .
Прихильники руху в основному виступають за підтримку місцевого фермерства, місцевого виробництва та малого бізнесу штату Вермонт. У цього руху є своя зовнішня політика, яка закликає до «мирного саморозпуску мегадержав, таких як Сполучені Штати, Росія і Китай» .

### Гаваї
Гавайці наголошують на тому, що США з моменту початку розвитку цукрової промисловості в XIX столітті, часто втручалися в справи архіпелагу. В 1889 році, в ході іспано-американської війни, острови були анексовані США, де було відкрито військово-морську базу Перл-Гарбор. А в 1893 році населення американського походження, заручившись допомогою військових моряків, скинули королеву Гаваїв та встановили маріонеткову республіку. 
Сучасний рух за незалежність Гавайських островів був створений в 1969 році, тоді ж була заснована група «Aloha». Її метою було отримання від уряду США репарацій і повернення для проживання корінного населення певних територій. Найбільш численними групами є «Ка лаху Хаваі'і», що виступає за визнання гавайців однією з «перших націй» в рамках США нарівні з індіанцями і корінними народами Аляски, а також «Ка Пакаукау» і «Поки Лаенуі», які вважають анексію Гаваїв в 1898 році незаконною і виступають за повну політичну незалежність островів. «Нація Гаваї» — найстаріша організація, яка виступає за незалежність островів. Її лідер Денніс Пуухонуа Канахеле називає себе «головою держави» і вже багато років бореться за гавайський суверенітет, стверджуючи, що договір Гаваїв зі Сполученими Штатами незаконний .

### Каліфорнія
13 травня 1846 почалася війна між Сполученими Штатами і Мексикою. Американські колоністи, в Каліфорнії (що на той час належала Мексиці), 14 червня 1846 здійняли повстання та проголосили незалежну Каліфорнійську республіку зі столицею в місті Сономі. Президентом республіки став Вільям Ід. Остаточно Каліфорнія відійшла до США згідно з договором 1847 року, що поклав кінець бойовим діям. Прапор штату досі містить напис «Каліфорнійська Республіка» . Існує Національна партія Каліфорнії, яка зареєструвалася, як офіційна партія на президентських виборах і яка, за даними Виборчої комісії штату Каліфорнія, є однією з двох партій (друга — Партія незалежної Каліфорнії), які намагались зареєструвати своїх кандидатів на виборах під гаслами каліфорнійської незалежності. Ще одна група «Ініціатива за свободу Каліфорнії», навіть розробила план дій по оголошенню суверенітету і наступних за цим кроків, доповнений рекомендаціями по перехідному періоду від штату до торгово-економічного партнера США .
21 листопада 2016 американцем Луї Марінеллі був заснований рух "Yes California" який виступає за відокремлення штату Каліфорнія від США. Організація робила ставки на політичні спроби виходу штату із складу США в 2017 році, але всі активні дії були з рештою припинені.

### Нью-Гемпшир
Офіційно рух за вихід Нью-Гемпшира зі складу США було оформлено у червні 2016 року Дейвом Рідлі. 26 червня біля входу в Федеральну будівлю ім. Норріса Коттона в Манчестері членами руху було проведено акцію протесту. Партія свободи Нью-Гемпшира виступає з ідеєю про незалежність штату ще з 2012 року. Такі настрої беруть свій початок ще з XVIII сторіччя. Штат Нью-Гемпшир з девізом: «Живи вільно або помри» був однією з 13 колоній, які повстали проти британського правління на початку американської революції. Штат, став першою колонією, яка заснувала свій власний уряд, і прийняв свою власну конституцію. На цьому рух за відокремлення не припинився: в 1830-х роках від штату відкололася недовго існуюча «Республіка Індійського Потоку», яка також прийняла свою конституцію. Через короткий час вона припинила існування після рішучих дій місцевого шерифа .

### Техас
У 1836 році штат зміг відвоювати власну незалежність і протягом десяти років вважався окремою суверенною державою. Сучасні сепаратисти Техасу наголошують, що США незаконно анексували цей штат. Разом з тим, до суто історичних чинників додалися й економічні . За даними останнього опитування, 25 % населення штату висловлюється за якнайшвидше проголошення незалежності. Техас — великий штат, з повноцінною індустрією і нафтовидобутком, та населення понад 25 мільйонів. Він один з ключових штатів, що забезпечує необхідними ресурсами США. Під час глобальної кризи і все більшого безробіття, саме в Техасі знаходилось 40 % робочих місць. Думка деяких громадян Техасу з приводу незалежності штату, підтримується твердженням про те що це дасть можливість жити краще, ніж в складі великої держави. Умови для виходу Техасу закріплені майже на офіційному рівні, в 1845 році, даючи згоду на входження в склад США, Техас залишив за собою юридичну можливість, в будь-який момент відновити свій суверенітет .
У 1997 році в місті Форт Девіс, поліцією і силами ФБР була оточена база техаських сепаратистів, після того як одна з груп на чолі з Річардом Маклареном захопила заручників. Макларен погрожував надати збройний опір при спробі штурму. Облога затягнулася на тиждень, після чого Макларен і його поплічники були заарештовані .

## Думка учених
На думку норвезького професора соціології Йогана Ґалтунґа, занепад і крах світової могутності США, мав відбутися саме за президентства Дональда Трампа. Науковець уже прославився тим, що передбачив розпад Радянського Союзу і теракти 11 вересня.
Відомий американський економіст і політолог професор Стівен Коен висловив думку, що передумови розпаду США накопичувалися десятиліттями, і занепад могутності Сполучених Штатів це питання недалекого часу.

## Проєкт «Каскадія»

Прапор Каскадії

На американському північному заході існує рух «Незалежний проєкт Каскадії», який виступає за створення окремої республіки на цих землях. Рух висуває свій проєкт окремого державного утворення — Каскадія. Її передбачувана територія складається з нинішніх Британської Колумбії, Орегона, Айдахо і Юкону, охоплюючи не тільки територію США, а й Канади, включаючи два найбільші міста північного сходу США і сходу Канади — Сіетла і Ванкувера.
Учасники руху заявляють про особливу культурну, і навіть, національну ідентичність місцевих жителів та їхні відмінності від інших американців і канадців. У 1970 році термін «Cascadia» був використаний професором соціології Університету Сіетла Девідом Макклоскі для опису регіону. Професор Макклоскі акцентував увагу на змішуванні природної цілісності та соціокультурної єдності регіону. Також, Макклоскі належить робота, стосовно теоретичних кордонів «Каскадії», які включають повний вододіл від річки Колумбія, в тому числі на територіях, де зараз знаходиться штат Айдахо, західна Монтана і більш дрібні частини штату Вайомінг, Юта і північна Невада. Професор Макклоскі є засновником інституту Каскадії і співголовою Нової екологічної програми досліджень. На думку Макклоскі, Каскадія це щось, що виходить за рамки політичних або географічних визначень; це вершина культурної та ідеологічної ідентичності. При цьому, території штатів досить добре розвинені в економічному плані, і якщо скласти економічний потенціал цих регіонів, то передбачувана держава цілком може увійти до списку двадцяти найбільших світових економік.

## Республіка Лакота

прапор Республіки Лакота

Республіка Лакота — віртуальна держава, яка була проголошена в 2007 році групою індіанських активістів на чолі з Расселом Мінсом. Від імені Республіки Лакота були висунуті претензії на частину території США, яка вважається батьківщиною племен лакота, в тому числі частини штатів Північна Дакота, Південна Дакота, Небраска, Вайомінг і Монтана. Республіка замислюється за принципом союзу громад, які об'єднані на основі консенсусу між ними. Кожна громада в такому проекті буде володіти своїми загонами правопорядку, суддями і радою виборних.

## Республіка Нова Африка

прапор Республіки Нова Африка

Республіка Нова Африка — афроамериканська організація послідовників Малкольма Ікса. Організація ставила однією із своїх цілей створення держави з переважаючим афроамериканским населенням на території південних штатів (Луїзіана, Міссісіпі, Алабама, Джорджія і Південна Кароліна), а також в округах штатів Теннессі, Арканзас і Флорида. В 1968 році її лідери створили «Тимчасовий чорний уряд» та планували домогтися у уряду США багатомільярдних компенсацій за збитки, завдані неграм расистською політикою США, в тому числі застосування законів Джима Кроу. Серед афроамериканців США передбачалося провести плебісцит щодо надання їм подвійного громадянства США і Новоафриканської республіки.
Активісти Республіки Нова Африка пропагували нову модель економіки на основі самоврядування і взаємодопомоги за зразком африканського соціалізму президента Танзанії Джуліуса Ньєрере. Завдяки вжитим заходам з боку ФБР та поліції, активність прихильників організації досить скоро була зведена нанівець.